# バブルガムクライシス
『バブルガムクライシス』（BUBBLEGUM CRISIS THE STORY OF KNIGHT SABERS / MEGA TOKYO 2032-2033）は、アートミック・AIC制作による日本のOVAシリーズ。1987年から1991年にかけて全8巻が発売された。

## シリーズ概要
1980年代から見た近未来の西暦2032年のメガ東京を舞台に闇の仕置人ナイトセイバーズ（以降「KS」と表記）の活躍を描く本作は、おりしもOVAブームと、「美少女」、「メカニック」、「エログロ」（ヒロインたちの脱ぎっぷり とブーマの生物的描写）の三拍子が揃ったことにより、人気シリーズとなった。
諸事情により8作目で一旦幕が引かれたが、当初は全13作のプロットが組まれており、9作目以降も制作する予定だった。後に制作スタジオを移し、タイトルを『バブルガム・クラッシュ!』と改めてシリーズ続行となったが、時代の潮流とはマッチせず短命に終わっている。
しかし派生作品は多く、番外編OVAシリーズの『AD.POLICE』や、アートミック倒産後にAICが引き取った版権を利用したリメイクテレビシリーズの『バブルガムクライシス TOKYO 2040』が、さらに同シリーズから派生したテレビアニメ『A.D.POLICE』とその番外編『PARASITE DOLLS』が制作されている。
高い人気を受け、2009年にはシンガポール・日本・カナダ・オーストラリア・中国・イギリスの6か国共同製作で実写映画化が決定し、2012年の劇場公開を目指すことが報じられた が、その後の続報は無い。なお、2012年には主人公たちを女子高生に置き換えたスピンオフライトノベル『バブルガムクライシス 超鋼守護天使（ハードメタル・ガーディアンズ）』が朝日ノベルズから刊行された。
本作の音楽プロデュースを担当した藤田純二にとって、本作は「必殺仕事人のようなことをやりたくて熱意注いだ作品」「テレビアニメとは異なる形での映像制作を行いたい夢を持っており、その想いを形にした最初の作品」である。

## あらすじ
時は2032年。各種産業や人種がひしめく超過密都市メガロシティTOKYO、略してメガ東京。かつて東京都と呼ばれていたそこは、7年前に発生した第2次関東大震災からようやく復興を果たし、そこに住む人々は再び平和を迎えていた。しかしその裏では、復興の一方で急速に進歩した科学技術と様々な人種の流入で富を得た人々と、逆に貧しい生活を強いられた弱き人々の存在が浮き彫りとなり、後者による犯罪は日常茶飯事となる。また、本来悪環境下での作業用に開発されたはずの亜人ブーマが用いられる犯罪の急増は、先の大震災時の暴徒鎮圧を任務としていたADポリスですら満足に立ち向かえるものではなくなっていた。
メガ東京に建つファッションビル『LADYS633』の中にあるランジェリーショップ「シルキードール」。そのオーナーを務める美女・シリア・スティングレイには、裏の顔が存在する。それは現在のこの街を実質上支配する超集合企業体ゲノムに暗殺された父の仇を討ち、街に蔓延る非合法ブーマから弱き人々を救うために結成した、シリア達美女4人から成る闇の仕置人ナイトセイバーズであった。
ブーマ犯罪を操るゲノムの陰謀に、ナイトセイバーズは立ち向かっていく。

## キャラクター

### ナイトセイバーズ
プリシラ・S・アサギリ
声 - 大森絹子/立川亮子（クラッシュより）
本作の主人公。日系人。20歳。通称はプリス。表の顔は、ライブハウス『HOT LEGS』で人気のロックバンド『PRISS & REPRICANTS』のボーカル。
第2次関東大震災で両親を失い、孤児院で育った。孤児院を出た後は荒んだ生活を送っていたところ、親しかった暴走族リーダーをゲノムの為に失ってしまう。復讐を誓う彼女をシリアがスカウトしたことで、KSに加入した。銃器の扱いや格闘が得意。
普段はスラム街にある放置トラックのコンテナを改造した寝ぐらで暮らしている上、性格はキツ目で口調も男言葉に近いが、パフェが大好物で子供好きという可愛らしい一面もある。
シリア・スティングレイ
声 - 榊原良子
もう一人の主人公。KSのリーダー兼ハードスーツの設計者。22歳。通称はシリア。表の顔は、ファッションビル「LADYS 633」とその中にあるランジェリーショップのオーナー。スティングレイ博士の長女であり、その沈着冷静かつ明晰な頭脳には父の研究資料が刷り込まれているほか、身体能力も高い。父の仇を討つことと、ゲノムに苦しめられている人々を救うため、プリス達をスカウトしてKSを立ち上げた。
リンナ山崎
声 - 富沢美智恵
KSの一員。日系人。20歳。通称はリンナ。表の顔は、アスレチックセンターのエアロビクスインストラクター。
第2次関東大震災後に頻発した非合法ブーマによる犯罪で両親を失うも、悲しみに挫けず世界的なエンターテイナーを目指してミュージカルのオーディションを受けるが、落選。落ち込んでいたところ、審査員の一人としてその実力に目を付けていたシリアにスカウトされ、KSに加わった。運動神経が高い。スポーツマンらしくプラス思考で開放的な性格をしており、とにかく恋愛に夢中なお年頃でもある。
ネネ・ロマノーヴァ
声 - 平松晶子
KSの一員。最年少。18歳。通称はネネ。表の顔は、ADポリスの婦人警官。ちょっと軽めかつ甘えん坊な性格で、体重を気にする割には甘いものが大好き。学生の頃は良家のお嬢様という堅苦しい生活を嫌って始めた一人暮らしの傍ら、優れた頭脳とコンピューター操作能力を活かしたハッキング遊びに明け暮れていた。コンピューター面での防御力を欲するシリアが課題に流していた「求人広告」プログラムを難なく解読したことでスカウトされ、KSに加わった。デスク業務や交通整理の傍ら、KSの一員として情報収集や侵入を行う。他の3人とは違い両親はまだ健在であり、今は実家のマンションで共暮らし。

### ナイトセイバーズ関係者
マッキー・スティングレイ
声 - 佐々木望
シリアの弟である16歳の少年で、明るい性格をしている。姉同様の明晰な頭脳と優れたメカ捌きでKSのサポートを担当している。シリア達がハードスーツに着替える際にはこっそり覗きを試みるなど、性への関心がある。表向きは『Silky Doll』の店員と、レーヴィンのガレージで自動車修理の助手を掛け持ちしている。ネネにほのかな想いを寄せている。
勝仁・スティングレイ博士
声 - 石丸博也
シリアとマッキーの父。故人。生前は優秀な科学者であり、後にブーマの開発へと繋がる偽造人間「アダマ」シリーズの開発に関わっていたが、2022年にゲノムの策略によって暗殺された。
レーヴィン
声 - 緒方賢一
KSのメカ開発を助けてくれる粋な老人で、PART4に登場。フルネームは不明。表向きは自動車修理工。マッキーの師匠でもあり、プリスも頭が上がらない。
ファーゴ
声 - 山寺宏一
シリアを通じてKSに仕事を斡旋する情報屋で、PART5から登場。フルネームは不明。裏世界に深く通じており、持ってくる情報はほぼ確実。シリアに気があり、度々粋なそぶりを見せるも軽くかわされてしまう。

### ADポリス関係者
レオン・マクニコル
声 - 古川登志夫
ADポリスの現場指揮官の一人。25歳。常にリーゼントを決めており、運転と射撃が得意である。時には命令無視も躊躇わないほどの熱血漢で、装甲兵を装着して自ら前線で戦うこともあるが、良い男っぷりを見せる割にはやや女好きな面があるため、周囲が思うほど女にはもてない。プリスに想いを寄せており、ライブもよく見に行っている。元は交通機動隊に所属していた。
外伝の『A.D.POLICE』では主人公を務めている。
デーリー・王
声 - 堀内賢雄
レオンの良き相棒で、現場指揮を担当する中華系の赤毛男。26歳。女口調で喋る所からもわかるとおり、オカマ。元は装甲機動隊に所属していた。
署長
声 - 佐藤正治
レオンやデーリー達の上司で、定年間近の黒人男。本名は不明。無茶ばかりするレオン達に怒鳴り散らすのは日常茶飯事だが、根は優しい親父的存在。PART7までは「部長」とクレジットされていた。

### ゲノムの中心人物
クインシー
声 - 川久保潔
ゲノムの設立者で、現在も会長を務める老人。70歳。とても用心深い性格で、多数の影武者を立てており（その中にはブーマも含まれる）、本物に会ったことがある者はまず居ない。その全貌はシリアも掴みかねるほど、謎に包まれている。
ブライアン・J・メイスン
声 - 池田秀一
クインシーの秘書で、ゲノムを実質的に仕切る男。いわゆる切れ者で、クインシーからの信頼も厚い。かつてスティングレイ博士を殺害した犯人であり、シリアとマッキーにとっては直接の敵。ゲノムの関わる様々な事件の裏で糸を引き、弱き人々やKSを苦しめていく。PART3でシリアに討たれ、自らの血溜まりの中で息絶えるが…。
ラルゴ
声 - 曽我部和恭
PART5とPART6に登場。SDPC（Space Development Public Corporation、宇宙開発公社）とGPCC（Genom Production Control Center、ゲノム工程管理センター）の汚職事件で暗躍し、後者の局長であるフリントの失脚に乗じてその実権を掌握した。実質上、メイスンに代わる形でKSを苦しめる。人並み外れた頭脳と身体能力を持つ上、KSを圧倒するハイパーブーマ達をも従える。
KSに一旦は倒されるものの、『バブルガム・クラッシュ!』にも登場。その際には、更なる正体が明らかとなる。

### ゲストキャラクター
PART1
シンシア
声 - 笠原弘子
シュワルツ長官
声 - 大宮悌二
F・G・フレデリック
声 - 小杉十郎太
PART2
アイリン・張
声 - 伊藤美紀
女ブーマ
声 - 高乃麗
PART3
ショウ
声 - 羽村京子
ショウの母
声 - 中島千里
ファンク
声 - 郷里大輔
哀川陽司
声 - 小林通孝
PART4
ナオミ・アンダーソン
声 - 荘真由美
J.B.ギブスン
声 - 塩沢兼人
PART5
シルヴィ
声 - 鷹森淑乃
アンリ
声 - 水谷優子
ルウ
声 - 冬馬由美
ナム
声 - 林原めぐみ
メグ
声 - 丸尾知子
フリント
声 - 大滝進矢
カウフマン
声 - 沢木郁也
PART6
ケイト・マディガン
声 - 高乃麗
キャラハン
声 - 大滝進矢
PART7
ヴィジョン（レイカ・張）
声 - 橋本舞子
コオ
声 - 松本保典
張少奇
声 - 峰恵研
ガルフ＆ブラッドレイ社会長
声 - 広瀬正志
リチャード・マクラーレン
声 - 沢木郁也
PART8
リサ・ヴァネット
声 - 久川綾
ナオ子
声 - 麻見順子
ミリアム・吉田
声 - 二又一成

## メカニック

### ナイトセイバーズ

#### ハードスーツ
メンバーのボディラインにあわせて製作された戦闘用強化服。装着者の身体能力を飛躍的に増加させる。シリアの父親が研究開発したもので、設計図を基にナイトセイバーズ結成と共に各メンバーに合わせて完成された。9〜10倍の筋肉増強倍率と、内蔵されたメンバー固有の武装・装備は、装着者にブーマに対抗しうる戦闘能力をもたらす。
外観は、曲線で構成された有機的なフォルムを持つ。トゥーシューズで爪先立ちをしたような状態（シリア、プリス、ネネ）やハイヒールを履いたような足先の状態（リンナ）のため、脚部は長い。各スーツのカラーリングは、プリスは青、シリアは薄い青緑、リンナは黄緑、ネネは上半身は青、脚部はピンクをベースとしたものとなっている。
PART6以降、プリス用から順に新型へ換装された。
シリア用
パワーと防御力と火力向上型。武装として右腕の掌部にレーザー・ガン（ナックル・ボンバーとしても使用可能。掌で打撃した瞬間に射撃する）、両腕の甲部にレーザー・ソードが備えられている。背部には大型バーニアが内蔵されており、飛行も可能。単体装備重量86.59kg（インナー・ウエアを含む）。筋肉増幅倍率9.67〜10.11倍。
プリス用
格闘性能と攻撃力重視型。武装として右腕の掌部にレーザー・ガン、甲部にレール・ガン（長針弾・針の長さは約35cm）が内蔵されている。単体装備重量74.35kg（インナー・ウエアを含む）、筋肉増幅倍率9.12〜9.80倍。
KSが重武装化した『バブルガム・クラッシュ!』では、肩に大型の火器を装備している。
リンナ用
スピードと機動性重視型。武装として右腕の3本指部にレーザー・ガン、甲部にナックル・ボンバー（爆裂散弾）ケースが6個（打撃する角度によって残るものもある）、後頭部に2本のロッド・カッターが収納されている。単体装備重量76.00kg（インナー・ウエアを含む）、筋肉増幅倍率9.11〜9.33倍。
ネネ用
センシング能力と電子攻撃能力を備える。武装として右腕の甲部にレーザー・ガンを備える。背部には大型ジェネレーターとレーダーやセンサーが内蔵されている。単体装備重量80.96kg（インナー・ウエアを含む）、筋肉増幅倍率9.00〜9.25倍。
『バブルガム・クラッシュ!』では、高感度な感覚センサーやジャミング機能、装甲に備えた収納型リフレクターからの音波や電磁波による破壊機能などが作動するシーンがある。

#### モトスレイヴ
オートバイ型のモトサイクル形態、自律行動ロボットのモトロイド形態、強化外骨格のモトスレイヴ形態に変形する。モトサイクル形態以外は飛行も可能。ハードスーツの戦闘能力を4.5倍にパワーアップできる戦闘補助メカ。モーターサイクルモードのパワーユニットは、後輪内に収められているセラミック水素ガスタービンエンジン。ホバーリング時のパワーユニットは、左右に2分割される前輪に内蔵されたGENOMDYNAMIC EM-48ガスタービンエンジン2基のファンローダー。重量167kg、フル装備時279kg、モーターサイクルモードの全長は2.08m。モトロイド・モトスレーブモードの全長は2.21〜2.46m。モーターサイクルモードは後輪のパワーユニットのみを使用する。モーターサイクルモードの軸出力は520馬力で、乾燥重量167kgの車体を最高速度348km/hでダッシュさせる。モトスレーブ時は、0〜100加速4.3秒。最高速度170km/h、ホバリング時速度380km/h。固定武装を持たず、用途によりGE-M109 35mmマシン・カノン（全長210cm、重量38kg）か、ロケット・カノンを使用。設定資料のみで劇中に登場しなかったロングバレルのマシンガンがある。
カラーリングは、シリア車は青、プリス車は赤、リンネ車は緑、ネネ車はピンク。
プリス専用機はPART1で半壊した、PART3にバージョンアップして修復した。PART6でハイパーブーマに破壊されてしまった。
プロトタイプ・モトロイド / モトスレイヴ試作一号機
出力と強度の不足で可変機能はついていない。（可変機能はプリスが乗る二号機で完成された。）しかも105mm砲を持たせたため、ホバーローターは推力不足で機能を発揮せず、射撃の安定性向上に足が巨大化してしまった。PART6でビーム衛星を攻撃するため、多少の改修を受けで登場。リンナが搭乗した。
ニューモトスレイヴ
ハイパーブーマを圧倒する性能を持った新型機。ハードスーツの新型化にあわせて開発されたモトスレイヴ。自動判断機能も大幅に性能アップしており、単体での行動も可能になった。遂にハードスーツにあわせモトスレイブも4人4機のスペシャルメイドになった。
ハリケーンⅠ
シリア専用。
タイフーンⅡ
PART6でハイパーブーマに襲わったプリスを救出する時に登場した。専用の35mmハンドキャノンを使う。
トルネード
リンナ専用。スピードと飛行時の機動性に重点を置いてデザインされている。この機体に限ってハードスーツの脚をスレイヴの脚の内部に通すスタイルになっており、その分防御力も向上している。
テンペスト
ネネ専用。前後輪にニ基のジェネレーターがあり、一基は電子攻撃とセンシングの為の専用とすることによってより大出力で「サイバーアタック」を駆けることができる。これは半径800m以内にいる通常のブーマを0.5秒で全て黒焦げのスプラップに変える能力を持つ。（指向性を強めることでより強い効果を発揮する。）
ハイウェイスター
マッキーが趣味で製作して最高速度だけを追求した、1500ccツインターボで約700馬力を誇る、ドラッグマシンにしてスーパーバイク（PART4）。タイムラグとロスを少なくするため、駆動は粘性オイルは使わずシャフトを採用。細かい部品は廃品から回収した最新型戦闘機の部品を使っている。ニトロ燃料と再噴射燃焼装置によって、最高速度360km/h以上という圧倒的な加速を誇るが、プリスでもハードスーツを着用しなければ制御できない。グリフォンII STAGE-3（最終形態）を追跡する際に投入され、激しいカーチェイスを繰り広げた。側面中央下部のバイパス用排気ノズルは、F1マシンのように時々火炎を吹く。排気ノズルはシート後部に2本あり、両サイドに大型の推進管（ブーストチューブ）がある。大型推進管は、ニトロ使用時にカバー最後尾が4枚の花びらのように開き、中央に大型ノズル、その周囲を囲むように小口径の推進管が8本ほど露出する（ロケットやジェット推進という設定は全く無い。未完成状態の時は、その部分はシート後部の排気ノズルとほぼ同サイズの小型のシンプルな排気ノズルでしかなかった）。プリスが未完成状態のこのバイクを試し乗りした際にウィリーして転倒したためか、後部タイヤの両側後方にはウィリー防止用の補助輪が装着されている。カラーリングは赤。
 ヘビーモトスレイヴ
ハイウェイスターをモトロイドに改造したもの。従来のモトスレイヴとは異なり、ハードスーツを完全収納するので、防御力、気密性は抜群。本篇には登場しない。
マッキーのバトルスーツ
PART8で登場。ネネにハードスーツを届けに来たマッキーのバトルスーツ。頭部や各パーツをモトスレイヴから改造している。武装は4連発のバズーカ砲。コンピューター戦をするネネのバックアップとしても活躍する。

#### トランスポーター
シルキードールのワゴン
ランジェリーショップの荷物を運搬する。また、キャリア部はモトスレイヴとハードスーツが格納されている。
ナイトセイバーズ・トレーラー
ハードスーツやモトスレイヴを運ぶトランスポーターの機能以外に、通信システムなどわ搭載した移動基地の機能も兼ね備えている大型トレーラー。
スカイキャリア
ナイトセイバーズを運搬するVTOL輸送機。ミサイルなどの武装も有する。

### ADポリス
ロード・チェイサー
ADポリス専用車両で主にレオンとデーリーが使用する。
ファイア・ビー（フラッガーⅢ）
一人乗りの小型武装ヘリコプター。追跡任務には有用だが攻撃力は低い。専用の輸送用トラックに収納状態の機体を2機積んでいる。3砲身の20mmガトリングガンを1基装備。パイロットの右目に円形の3つのレンズが付いたサイトを、ジェット型ヘルメットの右側面から前方にスライドさせて使用する。
装甲兵
いわゆるパワードスーツで、軍・警察が採用している。
K-11装甲兵
USSDが研究開発している「Kシリーズ」の11番目に開発された機体。本来防衛軍に配備するための兵器なのだが、ブーマ犯罪が凶悪化するに従って、ADポリスにも配備されるようになった。マシンガンを装備しており、背部のウィングでホバーリングが可能。PART3で市街地に現れた戦闘ブーマを鎮圧するために投入した。
K-12S装甲兵 
K-11の後継機として試作され、ADポリスに試験的に配備された装甲兵、試作機でありながらパワー、装甲、火力などK-11より優れた機体に仕上がっている。PART5でレオンがD-Dと戦う時に運用した。

### ゲノム
ブーマ
人型の機械で、店員や建設作業から戦闘までをこなす。『バブルガム・クラッシュ！』冒頭のナレーションによると「繁栄 (boom)に集うもの」という意味で名づけられた。高性能なタイプは人間同様の感情や自我を持っており、『クラッシュ！』では作業用を含めた全ブーマの自我覚醒と人類への反乱がテーマとなった。一部のブーマはボディを圧縮して人間やKSに化けたり、周囲の無機物を取り込んで巨大化したりできる。　
スーパーブーマ
作中での現在の技術を駆使して開発され、ビーム衛星同調システム用のブラックボックスを内蔵した。最高レベルの戦闘能力を持つ。
ドーベルマン
PART5に登場。宇宙基地「ジェナロス」の警備用。
セクサロイドブーマ
PART5 - 6に登場。男性の性欲解消用として開発された女性型で、自由を求めて宇宙ステーション「ジェナロス」から地球へ脱出する。
ハイパーブーマ

ミリアム・オリジナルブーマ
PART8に登場。ゲノムの下請け企業の技術者で野心家のミリアムがKSの能力分析と打倒のため、廃棄品と偽って盗み出したブーマを改良した。最終型はADポリス本部を乗っ取るほどの能力を発揮した。
メイスンのパワードスーツ
敵の動きを予測する動体予測システムを利用した照準機により、正確な攻撃と回避が可能。装甲も厚く。主武器は右腕の手首部に設置された二連装砲である。

### その他のメカニック
ビーム衛星兵器
地上攻撃用で、第三世界諸国を含めて各国が多数保有している。ピンポイント射撃から世界各地にある巨大なゲノム支社を破壊するほどの大規模攻撃まで可能。
グリフォン
原型は高級スポーツカーで、アウトライダー（暴走集団）への復讐の為に軍用ヴーマのパーツを用いて改造した結果、ドライバーの意思を離れたモンスターに変貌。2021年製HMUグリフォンがベース。ガスタービン駆動。J.B.ギブスンが恋人と、ノーマル状態のグリフォンをドライブ中に暴走族に襲われクラッシュするが、レーヴィン博士の徹底的なチューニングにより蘇る。博士の意思に反し、ギブスンによりグリフォンはハイウェイを殺戮のサーキットに変えていく（メカデザイナーのライナーノーツでは、左記の様に表現されているが、実際の死亡者は出ていない）。ギブスンは、さらに改造を重ね、リアクションタイム・ゼロの思考制御システムを組み込み、グリフォンと一心同体になった。カラーリングは黒。
ジェナロス
SDPCの五番目の宇宙ステーションで、全長は約8kmに及ぶ。ステーション内の作業や警備の大半はブーマが行っている。
D-D
空挺戦闘ポッド。SDPCが極秘裏に開発していた新型バトルムーバー。その戦闘能力はブーマやKシリーズの装甲兵よりも高く、地形や戦況に応じて変形も可能、四脚・二脚モードではブーマを圧倒する戦闘能力を有する。更に、パイロットの心拍数が一定值以下になるとフルオートでエネルギー切れになるまで稼働する、人工知能「J-1」を搭載している。しかもJ-1作動時にエネルギー切れになると、主動力源であるマイクロニュートロンが自爆する。これを止めるためにはパイロットを直接倒すしがない。
玄鬼
張大人率いるアジア系巨大企業体が開発した4脚の戦闘マシン。足の収納によってあらゆる状況したでの移動、攻撃が可能。主武器は機体下のバルカン砲で、その他にも機首部にレーザーが2基、機体上部にグレネードランチャーが取っけられている。

## 制作
PART6は『大魔獣激闘 鋼の鬼』に参加した大張正己が監督を務めた。

## スタッフ
- 企画、原作 - 鈴木敏充
- 監督 - 秋山勝仁（PART1 - 4）、大張正己（PART5・6[6]）、高山文彦（PART7）、合田浩章（PART8）
- 監修 - 秋山勝仁（PART5）
- スーパーバイザー - 荒牧伸志（PART4・5）
- ディレクティブアドバイザー - 越田啓文（PART6）
- キャラクターデザイン - 園田健一
- ゲストキャラクターデザイン - 合田浩章（PART5・6）、うるし原智志（PART7）
- メカニックデザイン - 園田健一（PART1）、柿沼秀樹（PART1 - 3）、荒牧伸志（PART1 - 3）
- メカニックデザイン補 - 山根公利（PART1 - 4）、夢野レイ（PART1 - 4）、嶽崎千尋（PART2・4）
- プロダクションデザイン - 荒牧伸志（PART4・6 - 8）、夢野れい（PART5・7・8）、山根公利（PART6 - 8）、園田健一（PART8）
- プロダクションデザイン補 - 山根公利（PART4）、夢野れい（PART4）、片桐潔（PART4）
- グリフォンコンセプトデザイン - 横山宏（PART4）
- K-12Sデザイン - 山根公利（PART5）
- D-Dデザイン - 大張正己（PART5）
- タイトル、リスワーク - マキ・プロ
- 美術監督 - 荒井和浩（PART1 - 5）、池田繁美（PART6）、南郷洋一（PART7）、平城徳浩（PART8）
- 撮影監督 - 高橋明彦（PART1 - 3・5・6）、小西一廣（PART4・7・8）
- 現像 - 東京現像所
- 音響監督 - 松浦典良
- 録音スタジオ - 整音スタジオ
- 音楽ディレクター - 藤田純二（PART2）
- 音楽 - 馬飼野康二
- サウンドトラック盤 - 東芝EMI
- 音楽プロデューサー - 藤田純二（PART3 - 8）
- 制作プロデューサー - 渡辺欽哉（PART6・7）、八重垣孝典（PART8）
- 宣伝プロデューサー - 岡村英次（PART2 - 8）、田崎廣（PART2）
- プロデューサー - 三浦亨（PART1）、青野武（PART2・3）、田崎廣（PART3・6 - 8）、小泉聴（PART8）
- 制作 - アートミック、AIC
- 製作 - ユーメックス

## 各巻の主題歌、挿入歌など
| PART | 種別           | 曲名                           | 作詞       | 作曲              | 編曲                        | 歌手             |
| ---- | -------------- | ------------------------------ | ---------- | ----------------- | --------------------------- | ---------------- |
| 1    | OPテーマ       | 今夜はハリケーン               | 亜蘭知子   | 鈴木キサブロー    | 中島正雄                    | 大森絹子         |
| 1    | イメージソング | Remember                       | 亜蘭知子   | 坪倉唯子          | 長岡長次郎                  | 大森絹子         |
| 1    | 挿入歌         | 孤独のエンジェル               | SHOW       | 馬飼野康二        | 馬飼野康二                  | 上田由紀         |
| 1    | EDテーマ       | Mr.Dandy                       | 片山圭司   | 片山圭司          | Bluew                       | Bluew            |
| 2    | OPテーマ       | MAD MACHINE                    | 亜蘭知子   | 中島正雄          | 中島正雄                    | 大森絹子         |
| 2    | EDテーマ       | 傷だらけのWild                 | 亜蘭知子   | 織田哲郎          | 清水信之                    | 大森絹子         |
| 2    | 挿入歌         | スリルに踊る天使たち           | SHOW       | 馬飼野康二        | 馬飼野康二                  | ナイトセイバーズ |
| 3    | EDテーマ       | 忘れないで                     | 亜蘭知子   | 馬飼野康二        | 中島正雄                    | 大森絹子         |
| 3    | 挿入歌         | VICTORY                        | 亜蘭知子   | 馬飼野康二        | 中島正雄                    | 大森絹子         |
| 3    | 挿入歌         | 明日へタッチダウン             | SHOW       | 馬飼野康二        | 馬飼野康二                  | ナイトセイバーズ |
| 4    | OPテーマ       | クライシス〜怒りをこめて走れ〜 | SHOW       | 馬飼野康二        | 馬飼野康二                  | 坪倉唯子         |
| 4    | 挿入歌         | 悪魔と天使のキス               | SHOW       | 馬飼野康二        | 馬飼野康二                  | ナイトセイバーズ |
| 4    | EDテーマ       | TWILIGHT                       | SHOW       | 坪倉唯子          | 馬飼野康二                  | 坪倉唯子         |
| 5    | OPテーマ       | 薔薇の戦士（ソルジャー）       | 葉山真理   | 馬飼野康二        | 馬飼野康二                  | 坪倉唯子         |
| 5    | イメージソング | 真夜中の主役（エトワール）     | 葉山真理   | 馬飼野康二        | 馬飼野康二                  | 富沢美智恵       |
| 5    | イメージソング | スターライト                   | SHOW       | 馬飼野康二        | 馬飼野康二                  | 榊原良子         |
| 5    | イメージソング | ミステリアス ナイト            | SHOW       | 馬飼野康二        | 馬飼野康二                  | ナイトセイバーズ |
| 5    | EDテーマ       | 思い出に抱かれて               | SHOW       | 坪倉唯子          | 馬飼野康二                  | 坪倉唯子         |
| 6    | EDテーマ       | Rock me                        | SHOW       | 馬飼野康二        | 馬飼野康二                  | 坪倉唯子         |
| 6    | イメージソング | ジャンピング・ハート           | SHOW       | 馬飼野康二        | 馬飼野康二                  | ナイトセイバーズ |
| 6    | イメージソング | Kiss, Seventeen Girl           | SHOW       | 馬飼野康二        | 馬飼野康二                  | 平松晶子         |
| 6    | イメージソング | ハートはニュートラル           | SHOW       | 馬飼野康二        | 馬飼野康二                  | 富沢美智恵       |
| 6    | イメージソング | With                           | SHOW       | 馬飼野康二        | 馬飼野康二                  | 榊原良子         |
| 7    | OPテーマ       | Say, Yes!                      | 真名杏樹   | 馬飼野康二        | 馬飼野康二                  | 橋本舞子         |
| 7    | イメージソング | Q〜あなたは私の太陽〜          | SHOW       | 馬飼野康二        | 馬飼野康二                  | 平松晶子         |
| 7    | イメージソング | Here in the dark               | SHOW       | 馬飼野康二        | 馬飼野康二                  | 榊原良子         |
| 7    | イメージソング | Come into action               | SHOW       | 馬飼野康二        | 馬飼野康二                  | 富沢美智恵       |
| 7    | イメージソング | Yes, Do it!                    | SHOW       | 馬飼野康二        | 馬飼野康二                  | ナイトセイバーズ |
| 7    | EDテーマ       | Never The End                  | 真名杏樹   | 馬飼野康二        | 馬飼野康二                  | 橋本舞子         |
| 8    | OPテーマ       | BYE² MY CRISIS                 | 渡辺なつみ | 馬飼野康二        | 馬飼野康二                  | ナイトセイバーズ |
| 8    | イメージソング | Route California               | 河原真澄   | 河原真澄 大阪哲也 | Mark Davis WAIKIKI HIP BAND | 富沢美智恵       |
| 8    | イメージソング | Silent Moon                    | 渡辺なつみ | 馬飼野康二        | 馬飼野康二                  | 榊原良子         |
| 8    | イメージソング | First Impression               | 渡辺なつみ | 馬飼野康二        | 馬飼野康二                  | 平松晶子         |
| 8    | イメージソング | 愛しき好敵手                   | 亜蘭知子   | 馬飼野康二        | 馬飼野康二                  | 大森絹子         |
| 8    | EDテーマ       | CHASE THE DREAM                | 亜蘭知子   | 馬飼野康二        | 馬飼野康二                  | 大森絹子         |

## 各巻リスト
| PART | サブタイトル      | 脚本                                | ストーリーボード | 演出     | 作画監督 | 発売日         |
| ---- | ----------------- | ----------------------------------- | ---------------- | -------- | --- | -------------- |
| 1    | TINSEL CITY       | 松崎健一 柿沼秀樹 荒牧伸志 秋山勝仁 | -                | 八谷賢一 | 田中正弘 仲盛文 劉輝久（作画監督補）                                                                                                | 1987年 2月25日 |
| 2    | BORN TO KILL      | 秋山勝仁                            | -                | 八谷賢一 | 田中正弘 仲盛文 奥田淳（作画監督補）                                                                                                | 9月5日         |
| 3    | BLOW UP           | 秋山勝仁                            | 林宏樹           | 井出安軌 | 田中正弘 奥田淳 生亀信幸（作画監督補）                                                                                              | 12月5日        |
| 4    | REVENGE ROAD      | 有井絵夢                            | -                | 林宏樹   | 田中正弘 奥田淳 北島信幸（作画監督協力） 竹内敦志（作画監督協力）                                                                   | 1988年 7月24日 |
| 5    | MOONLIGHT RAMBLER | 鈴木敏充                            | 大張正己         | 大張正己 | 合田浩章 大張正己 松原秀典（作画監督補）                                                                                            | 12月25日       |
| 6    | RED EYES          | 鈴木敏充                            | 大張正己         | -        | 松原秀典 合田浩章 大張正己 梶島正樹（作画監督補） 恩田尚之（友情作監） 大貫健一（友情作監） 松尾慎（友情作監） 岸田隆宏（友情作監） | 1989年 8月30日 |
| 7    | DOUBLE VISION     | 鈴木敏充                            | 高山文彦         | 青木武   | うるし原智志（総作画監督） よしもときんじ 梶島正樹                                                                                  | 1990年 3月14日 |
| 8    | SCOOP CHASE       | 吉田英俊                            | 合田浩章         | -        | 松原秀典 岸田隆宏 | 1991年 1月30日 |

- 当初、PART1にサブタイトルは付いておらず、シリーズ終了後に付けられた。
- シリーズタイトルはPART1からPART3までが『BUBBLEGUM CRISIS THE STORY OF KNIGHT SABERS MEGA TOKYO 2032』、PART4からPART8までが『BUBBLEGUM CRISIS THE STORY OF KNIGHT SABERS MEGA TOKYO 2033』となる。

## 関連作品
資料集・フィルムコミック
バブルガムクライシス完全版資料集1 - 2
ムービック発行。
バブルガムクライシスB-CLUBフィルムコミック
漫画
バブルガムクライシス番外編 GO!GO!セイバーズ
バンダイ・B-CLUBコミックより発行。著者：神塚ときお。角川書店・電撃コミックからも再版されている。
小説
バブルガムクライシス サイレント・ファンファーレ
バブルガムクライシス2 BREAK DOWN-48
富士見書房発行。原案：鈴木敏充 / 著者：松枝蔵人
バブルガムクライシス 超鋼守護天使
朝日ノベルズから2012年刊行。ヒロイン達を女子高生という設定にしたスピンオフ作品。
カセットテープ
ソノラマカセットスペシャル バブルガムクライシス ちょっとあぶナイトセイバーズ
ソノラマカセットスペシャル バブルガムクライシス2 とLOVEる♥ウォーズ!
朝日ソノラマ発売。カセットテープによるボイスドラマ。
パソコンゲーム
バブルガムクライシス〜CRIME WAVE〜
ビクター音楽産業発売。機種：PC-9801、PC-8801。ジャンルはAVG。

## 他作品への影響
本作の車両デザインは、のちに山根が『機動武闘伝Gガンダム』にかかわるきっかけのひとつとなった。
本作は、2022年に発売されたMeta Quest 2専用VRゲーム『RUNNER』に影響を与えた作品のうちの一つである。

## バブルガム・クラッシュ!
OVA全3巻。バブルガムクライシスPART8の続編にあたるシリーズ。販売元をユーメックスからポリドールへ制作もAICからアートランドへと移し、タイトルを改めてシリーズ続行となったが、商業的には前作のようには伸びず全3巻の制作に留まった。2003年12月26日に発売されたDVDはバンダイビジュアルではなくキングレコードからの発売となった。2話のエピソードは元々クライシス・パート9用に考えられていた話であった。

### ストーリー
西暦2034年、AD.ポリスも太刀打ちできないイリーガルアーミーの出現に再びナイトセイバーズが活動を開始した。第2世代ブーマADAMAに使われる新型AIを狙いブーマ暴走を画策する裏には、謎の男の影があった。

### キャスト（クラッシュ）
メインキャストはプリス以外バブルガムクライシスと同じ。
ランドー大佐
声 - 荒川太郎

アダマ（A.D.A.M.A.）
声 - 高山みなみ
ヘインズ博士の開発した第2世代ブーマ。従来のブーマよりも人間に近いAIを持ち人間の子供のよう言動、行動をする。
ドクターユーリ
声 - 梅津秀行
スティングレイ博士の元助手。テロリストへの戦闘ブーマ売買のため、ヘインズを殺しアダマを奪った。
ヘインズ博士
声 - 西村知道
アダマの開発者。スティングレイ博士の元助手。ブーマの平和利用を主張してきたがアダマ完成直前にユーリによって殺される。
ラルゴ
声 - 曽我部和恭
一連の事件を操っていた黒幕。

### 登場メカ
ハードスーツ
バージョン3。特にバックパックが強化され、用途によってパワーアップパーツを使い分けることも可能。
ハイパーアーム
腕力を向上させるためのハードスーツ用アタッチメント。ほかにレーザー砲左右2門内蔵。
ナイト・ウィング
ナイトセイバーズが移動手段として使用している戦闘機。迎撃ミサイルとビームキャノンで武装。
ADポリス機動スーツ・K-17
ADポリス用の新型機動スーツ。火力、機動力が強化されたものの戦闘用ブーマに対しては力不足。
アイアン・リザード
ドクター・ユーリ開発の新型軍用ブーマ。ただし現行のA.I.では十分な能力を出せない。
ブルームベア
核動力地下ボーリングマシン。暴走しエネルギー融合炉を破壊しようとする。

### スタッフ（クラッシュ）
- 企画・製作・原作 - 鈴木敏充
- 監修 - 石黒昇、荒牧伸志
- 監督 - 石踊宏（第1・3話）、福島宏之（第2話）
- キャラクターデザイン - 園田健一
- プロダクションデザイン - 荒牧伸志、阿久津潤一、トニーたけざき、山根公利（第2話）、夢野れい（第1・2話）
- ラルゴオリジナルデザイン - 合田浩章（第3話）
- 色彩設定 - 大谷智子、奥田美紀（第2話）
- 美術監督 - 緒方由美子
- 撮影監督 - 小西一廣
- 音響監督 - 松岡裕紀（第1・3話）、岩浪美和（第2話）
- 音楽 - 中沢武仁（第1・3話）、太田美知彦（第2話）
- 音楽プロデューサー - 長戸秀介
- 音楽ディレクター - 武藤好美
- プロデューサー - 前田仁、小泉聰
- 制作プロデューサー - 栫裕（第1・2話）、渡辺秀信（第3話）
- 制作協力 - ART LAND、DARTS
- 制作・製作・著作 - ART MIC

### 主題歌
- オープニングテーマ『果てない旅〜始まりの時〜』
  - 作詞 - 立川亮子 / 作曲 - 中沢武仁 / 編曲 - 太田美知彦 / Vocal - 立川亮子
- 1巻イメージソング『CATCH ME』
  - 作詞 - 立川亮子 / 作曲 - 中沢武仁 / 編曲 - 太田美知彦 / Vocal - 立川亮子
- 1巻エンディングテーマ『COOL EYES』
  - 作詞 - 立川亮子 /作曲 -中沢武仁 / 編曲 - 太田美知彦 / Vocal - 立川亮子
- 2巻イメージソング『FLY AWAY』
  - 作詞 - 立川亮子 / 作曲 - あしざわかずのり / 編曲 - 太田美知彦 / Vocal - 立川亮子
- 2巻エンディングテーマ『最後に…』
  - 作詞 - 早瀬七美 / 作曲 - 中沢武仁 / 編曲 - 太田美知彦 / Vocal - 立川亮子
- 3巻エンディングテーマ『OVER THE PRESSURE〜時を越えて〜』
  - 作詞 - 渡辺なつみ / 作曲・編曲 - ハワード・キリー / Vocal - 榊原良子、立川亮子、富沢美智恵、平松晶子

### サブタイトル
1. ILLEGAL ARMY（1991年5月25日）
2. GEO CLIMBERS（1991年7月25日）
3. MELT DOWN（1991年12月21日）

### 関連作品（クラッシュ）
- ドラマCD
本編直前のエピソード。
  - 「バブルガム・クラッシュ!〜ソルジャー・ブルー〜ドラマ編」
- ゲーム
  - PCエンジン（Huカード）「バブルガム・クラッシュ!」（1990年4月27日）